# TF1 (funivia di Istanbul)
La linea TF1, ufficialmente linea di funivia TF1 (Maçka - Taşkışla) (in turco TF1 Maçka – Taşkışla teleferik hattı)  detta anche Gondola di Maçka, è un sistema di trasporto aereo di tipo a gondola situato nel quartiere di Harbiye, nel distretto di Şişli, a Istanbul.
La linea è entrata in servizio l'11 aprile 1993, copre il percorso di 347 metri con un dislivello di 42 metri tra Maçka e Taşkışla in circa 3,5 minuti ed elimina in larga misura le difficoltà di trasporto di veicoli e pedoni tra i due punti. In funzione ogni 5 minuti nelle ore di punta tra le 08.00 e le 23.00, la linea trasporta mille passeggeri con una media di 90 corse al giorno. Insieme alla TF2, è una delle due funivie in servizio ad Istanbul.

## Posizione
La linea di cabinovia è stata costruita per fornire un facile accesso tra Maçka e Taşkışla, due località nel centro della città separate l'una dall'altra da una valle verde profonda 42 metri. Sono normalmente collegate da un lungo viale a ferro di cavallo intorno alla valle, che ospita il Parco della Democrazia di Maçka e l'Ufficio Matrimoniale di Beyoğlu. Mentre la Stazione di Maçka è una porta d'accesso ai quartieri di lusso Teşvikiye e Nişantaşı, la Stazione di Taşkışla è a pochi passi da Piazza Taksim. Su entrambi i lati della valle si trovano i campus dell'Università tecnica di Istanbul e alcuni hotel a cinque stelle come il ParkSA Hilton Hotel, lo Swissôtel Istanbul e il Bosphorus Hotel sul lato di Maçka e l'Hilton Istanbul Bosphorus, Hyatt Regency, Divan Istanbul sul lato di Taşkışla. Il Teatro all'Aperto Cemil Topuzlu si trova vicino alla Stazione di Taşkışla.

## Caratteristiche tecniche
La linea è stata progettata e il sistema è stato consegnato dall'azienda francese Poma, mentre la costruzione è stata realizzata dall'azienda turca Baytur. La funivia ha due linee aeree. Ogni linea dispone di due cabine per sei persone, quindi ci sono quattro cabine con una capacità totale di 24 persone. La linea aerea della funivia, che corre tra due stazioni, è lunga 333,5 m e non ci sono piloni intermedi. Ogni linea ha due funi, una di trasporto e una di traino. In caso di interruzione di corrente, un generatore fornisce un backup fino a quando le cabine non completano il viaggio. Due freni idraulici esercitano una pressione sulle due guance del rullo motore. Al momento della frenata, uno dei freni entra in funzione per primo e, se questo freno si guasta, il secondo si attiva automaticamente al momento dell'arresto nelle stazioni. La velocità con cui i vagoni entrano nelle stazioni viene monitorata da un sensore di distanza in direzione dell'ingresso delle scarpe della stazione, in modo che i vagoni possano avvicinarsi in sicurezza alla stazione. I vagoni vengono fermati su entrambi i lati delle stazioni per mezzo di un freno idraulico.

### Dati della linea
- Lunghezza della linea 347 metri
- Numero di stazioni 2
- Numero di veicoli 4
- Tempo di percorrenza: 3,5 minuti
- Orari di apertura: 08:00 / 20:00
- Numero di passeggeri al giorno: 1.000 passeggeri al giorno
- Numero di viaggi al giorno: 90
- Frequenza: 5 minuti
- Differenza di elevazione tra le stazioni: 42 metri